# Beauchastel
Beauchastel is een gemeente in het Franse departement Ardèche (regio Auvergne-Rhône-Alpes). De plaats maakt deel uit van het arrondissement Privas. Beauchastel telde op 1 januari 2022 1.847 inwoners.

## Geografie
De oppervlakte van Beauchastel bedroeg op 1 januari 2022 8,46 vierkante kilometer; de bevolkingsdichtheid was toen 218,3 inwoners per km². De plaats ligt op de linkeroever van de Rhône.
De onderstaande kaart toont de ligging van Beauchastel met de belangrijkste infrastructuur en aangrenzende gemeenten.

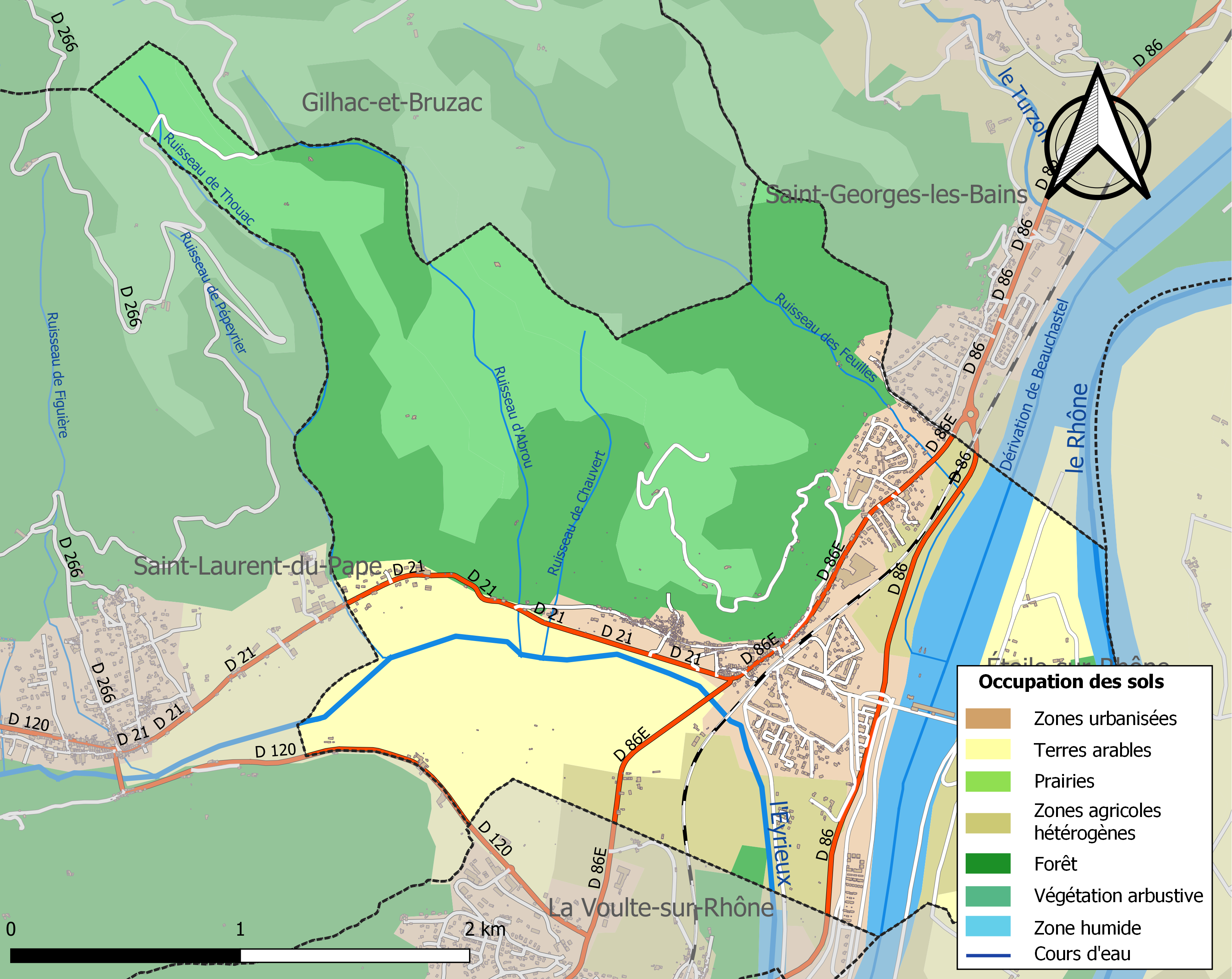

## Demografie
Onderstaande figuur toont het verloop van het inwonertal (bron: INSEE-tellingen).

Vanwege een beveiligingsprobleem met de MediaWiki Graph-software is het momenteel niet mogelijk deze grafiek weer te geven. Zodra de software is bijgewerkt zal de grafiek vanzelf weer zichtbaar worden.